# Vlase (Vranje)
Vlase es un pueblo ubicado en el territorio de Vranje, en el distrito de Pčinja, Serbia.

## Superficie
Posee una superficie de 6,935 kilómetros cuadrados.

## Demografía
Hasta 2011 la población era de 333 habitantes, con una densidad de población de 48,02 habitantes por kilómetro cuadrado.